# کک آبی
کک آبی (نام علمی: Bosmina) نام یک سرده از زیرراسته شاخه‌سرونیان است.
کک‌های آبی، سخت‌پوستانی آب‌زی با بدنی شفاف هستند که تقریباً در تمامی دریاچه‌های آب شیرین جهان یافت می‌شوند. با تماشای آنها زیر میکروسکوپ نوری به سادگی تمامی اجزای درونی آنها، قابل مشاهده است.
کک‌های آبی پالیده‌خوار هستند که از جلبک‌ها و تک‌یاخته‌های حدوداً به طول ۱/۳ میکرومتر استفاده می‌کنند. کک‌های آبی دارای سازوکار تغذیه دوتایی هستند. آنها می‌توانند با استفاده از پاهای دوم و سوم خود آب را فیلتر کنند و پای اول ذرات را می‌گیرد. پاهای دوم و سوم دارای ته‌پاهای (setules) کوچکی هستند که به زبْرمو (seta) وصل می‌شوند تا یک ساختار تورمانندی برای فیلتر ایجاد کنند.

## فهرست گونه‌ها
- Bosmina affinis
- Bosmina arctica
- Bosmina berolinensis
- Bosmina bohemica
- Bosmina brevirostris
- Bosmina cederstroemi
- Bosmina chilensis
- Bosmina coregoni
- Bosmina crassicornis
- Bosmina curvirostris
- Bosmina diaphana
- Bosmina fatalis
- Bosmina freyi
- Bosmina gibbera
- Bosmina globosa
- Bosmina hagmanni
- Bosmina humilis
- Bosmina insignis
- Bosmina lacustris
- Bosmina liederi
- Bosmina lilljeborgi
- Bosmina lilljeborgii
- Bosmina longicornis
- Bosmina longirostris
- Bosmina meridionalis
- Bosmina microps
- Bosmina mixta
- Bosmina obtusirostris
- Bosmina procumbens
- Bosmina stuhlmanni
- Bosmina thersites